# زبابيات
الزبابيات أو فصيلة الزبابات (الاسم العلمي: Soricidae) هي فصيلة من الثدييات تتبع رتبة زباببات الشكل.

## تصنيف
- - أسرة الزباباوات بيضاء الأسنان (الاسم العلمي:قرضاميات)
    - قرضامة
    - Diplomesodon
    - Feroculus
    - Paracrocidura
    - Ruwenzorisorex
    - Scutisorex
    - Solisorex
    - Suncus
    - Sylvisorex

  - أسرة الزباباوات الأفريقية (الاسم العلمي:زباباوات أفريقية)
    - Congosorex
    - Myosorex
    - Surdisorex

  - أسرة الزباباوات (الاسم العلمي:زباباوات)
    - قبيلة Anourosoricini
      - Anourosorex

    - قبيلة Blarinellini
      - Blarinella

    - قبيلة Blarinini
      - Blarina
      - Cryptotis

    - قبيلة زباباوات العالم القديم المائية
      - Chimarrogale
      - Chodsigoa
      - Episoriculus
      - Nectogale
      - Neomys
      - †Nesiotites
      - زبينة

    - قبيلة Notiosoricini
      - Megasorex
      - Notiosorex

    - قبيلة زباباوية
      - * الزبابة (الاسم العلمي:Sorex)